# Formula fiorale
La formula fiorale è una convenzione adottata per schematizzare la descrizione di un fiore utilizzando sigle e  numeri che indicano i verticilli e la loro disposizione.
Le sigle convenzionali adottate sono le seguenti:
- K = calice (a cui viene fatto seguire il numero dei sepali)
- C = corolla (numero dei petali)
- P = perigonio (numero dei tepali)
- A = androceo (numero degli stami)
- G = gineceo (numero dei carpelli o ovari)
- ∞ = numero superiore a 10
- ( x ) = x elementi saldati tra loro

Come esempio,  la formula del fiore delle Lamiaceae che possiedono, generalmente, cinque sepali saldati, cinque petali saldati, cinque stami (di cui uno abortito) e un ovario che può variare tra cinque e due carpelli, è la seguente:
↓K(5)[C(5)A5]G(5->2)
La formula può contenere anche simboli relativi alla simmetria (posti all'inizio della formula):
- *  = actinomorfo (simmetria radiale)
- ↓ oppure X = zigomorfo (simmetria bilaterale)
- $ = asimmetrico (nessuna simmetria di rilievo)

o al sesso del fiore (sempre posti all'inizio della formula):
- = maschile
- = femminile
- = ermafrodito

Alla fine della formula invece si possono trovare le informazioni sulla posizione dell'ovario e sul tipo di frutto:
Ovario:
- supero
- semi-infero
- infero

Frutto:
- achenio
- capsula
- drupa
- follicolo
- legume
- noce
- pomo
- samara
- siliqua

(e altri...)
Esempio per un'orchidea del genere Ophrys:
X, P 3+3, [A 1, G (3)], infero, capsula
(fiore a simmetria bilaterale, perigonio con due verticilli di tre tepali ognuno, androceo e gineceo in un'unica struttura (=ginostemio) con un stame fertile e tre carpelli fusi insieme, ovario infero, frutto a capsula)